# Comuni d'Italia (H-J)
Questa pagina contiene l'elenco dei comuni italiani il cui nome inizia con le lettere H, I o J.
Per ogni comune vengono indicate la provincia e la regione di appartenenza.

## H
| Comune | Provincia | Regione       |
| ------ | --------- | ------------- |
| Hône   | Aosta     | Valle d'Aosta |

## I
| Comune                        | Provincia            | Regione             |
| ----------------------------- | -------------------- | ------------------- |
| Idro                          | Brescia              | Lombardia           |
| Iglesias                      | Sud Sardegna         | Sardegna            |
| Igliano                       | Cuneo                | Piemonte            |
| Ilbono                        | Nuoro                | Sardegna            |
| Illasi                        | Verona               | Veneto              |
| Illorai                       | Sassari              | Sardegna            |
| Imbersago                     | Lecco                | Lombardia           |
| Imer                          | Trento               | Trentino-Alto Adige |
| Imola                         | Bologna              | Emilia-Romagna      |
| Imperia                       | Imperia              | Liguria             |
| Impruneta                     | Firenze              | Toscana             |
| Inarzo                        | Varese               | Lombardia           |
| Incisa Scapaccino             | Asti                 | Piemonte            |
| Incudine                      | Brescia              | Lombardia           |
| Induno Olona                  | Varese               | Lombardia           |
| Ingria                        | Torino               | Piemonte            |
| Intragna                      | Verbano-Cusio-Ossola | Piemonte            |
| Introbio                      | Lecco                | Lombardia           |
| Introd                        | Aosta                | Valle d'Aosta       |
| Introdacqua                   | L'Aquila             | Abruzzo             |
| Inverigo                      | Como                 | Lombardia           |
| Inverno e Monteleone          | Pavia                | Lombardia           |
| Inverso Pinasca               | Torino               | Piemonte            |
| Inveruno                      | Milano               | Lombardia           |
| Invorio                       | Novara               | Piemonte            |
| Inzago                        | Milano               | Lombardia           |
| Ionadi                        | Vibo Valentia        | Calabria            |
| Irgoli                        | Nuoro                | Sardegna            |
| Irma                          | Brescia              | Lombardia           |
| Irsina                        | Matera               | Basilicata          |
| Isasca                        | Cuneo                | Piemonte            |
| Isca sullo Ionio              | Catanzaro            | Calabria            |
| Ischia                        | Napoli               | Campania            |
| Ischia di Castro              | Viterbo              | Lazio               |
| Ischitella                    | Foggia               | Puglia              |
| Iseo                          | Brescia              | Lombardia           |
| Isera                         | Trento               | Trentino-Alto Adige |
| Isernia                       | Isernia              | Molise              |
| Isili                         | Sud Sardegna         | Sardegna            |
| Isnello                       | Palermo              | Sicilia             |
| Isola d'Asti                  | Asti                 | Piemonte            |
| Isola del Cantone             | Genova               | Liguria             |
| Isola del Giglio              | Grosseto             | Toscana             |
| Isola del Gran Sasso d'Italia | Teramo               | Abruzzo             |
| Isola del Liri                | Frosinone            | Lazio               |
| Isola del Piano               | Pesaro e Urbino      | Marche              |
| Isola della Scala             | Verona               | Veneto              |
| Isola delle Femmine           | Palermo              | Sicilia             |
| Isola di Capo Rizzuto         | Crotone              | Calabria            |
| Isola di Fondra               | Bergamo              | Lombardia           |
| Isola Dovarese                | Cremona              | Lombardia           |
| Isola Rizza                   | Verona               | Veneto              |
| Isola Sant'Antonio            | Alessandria          | Piemonte            |
| Isola Vicentina               | Vicenza              | Veneto              |
| Isolabella                    | Torino               | Piemonte            |
| Isolabona                     | Imperia              | Liguria             |
| Isole Tremiti                 | Foggia               | Puglia              |
| Isorella                      | Brescia              | Lombardia           |
| Ispani                        | Salerno              | Campania            |
| Ispica                        | Ragusa               | Sicilia             |
| Ispra                         | Varese               | Lombardia           |
| Issiglio                      | Torino               | Piemonte            |
| Issime                        | Aosta                | Valle d'Aosta       |
| Isso                          | Bergamo              | Lombardia           |
| Issogne                       | Aosta                | Valle d'Aosta       |
| Istrana                       | Treviso              | Veneto              |
| Itala                         | Messina              | Sicilia             |
| Itri                          | Latina               | Lazio               |
| Ittireddu                     | Sassari              | Sardegna            |
| Ittiri                        | Sassari              | Sardegna            |
| Ivrea                         | Torino               | Piemonte            |
| Izano                         | Cremona              | Lombardia           |

## J
| Comune            | Provincia     | Regione        |
| ----------------- | ------------- | -------------- |
| Jacurso           | Catanzaro     | Calabria       |
| Jelsi             | Campobasso    | Molise         |
| Jenne             | Roma          | Lazio          |
| Jerago con Orago  | Varese        | Lombardia      |
| Jerzu             | Nuoro         | Sardegna       |
| Jesi              | Ancona        | Marche         |
| Jesolo            | Venezia       | Veneto         |
| Jolanda di Savoia | Ferrara       | Emilia-Romagna |
| Joppolo           | Vibo Valentia | Calabria       |
| Joppolo Giancaxio | Agrigento     | Sicilia        |
| Jovençan          | Aosta         | Valle d'Aosta  |